# Amy Brown
Amy Brown (Maidstone, Kent, Regne Unit, 1783 - Couffé, país del Loira inferior, França, 1876) fou la primera esposa del duc de Berry.
Durant l'emigració de la família reial francesa conegué al duc de Berry a Londres (1804), s'enamoraren perdudament tots dos, i fruit d'aquelles relacions fou un fill (nascut el 1805) batejat amb els noms de Georg Granville Brown, que no fou legitimat, malgrat haver contret matrimoni posteriorment els seus pares en la capella catòlica de King-Street, de Londres.
El 1808 nasqué una altra filla, de nom Carlota Maria Augusta, i l'any següent la tercera, Lluïsa Maria Carlota.
En ocupar el tron Lluís XVIII demanà al papa Pius VII, l'anul·lació d'aquell casament, contret sense el consentiment del cap de família, anul·lació que li fou concedida, però declarant legítimes les dues nenes.
En contraure el duc segones núpcies amb Maria Carolina (1816) feia poc temps que el divorci havia estat abolit a França. Després de l'atemptat de Louvel, el duc en el llit de mort, recomanà a Carolina que no abandonés les seves filles, i així ho va fer, casant la gran amb el comte de Lucinge-Faucigny (1823) oficial superior dels guàrdies de Monsieur, el germà del rei, i a la petita (1827) amb el baró Anastasi de Charette, nebot del famós cabdill vendomià.
Georg, després d'acabada la seva educació a Ouchy (Lausana), entrà al servei del rei de Nàpols, que deixà el 1830 per tornar a França, país en el qual s'hi naturalitzà el 1848 i morí el 1882.
El matrimoni del duc de Berry amb Amy donà lloc a grans i llargs plets i divergències.